# Ghost Rockers - Voor altijd?
Ghost Rockers - Voor altijd? is een Belgische Jeugdfilm van Studio 100 uit 2016, gebaseerd op de serie Ghost Rockers. De film ging op 17 december 2016 in première in Antwerpen. Het scenario van de film is geschreven door Bjorn Van den Eynde, Gert Verhulst en Hans Bourlon. De film werd geregisseerd door Gert-Jan Booy.

## Verhaal
Wanneer de oma van Jonas sterft, erft hij twee heel bijzondere voorwerpen, die de Ghost Rockers in staat stellen om te communiceren met de geesten van de Freebirds. De Ghost Rockers komen erachter dat ze de overige drie voorwerpen moeten terugvinden en een ritueel moeten uitvoeren, om hun connectie met de geesten van de Freebirds in stand te houden, maar een boevenbende onder leiding van Anna (Demi Matenahoru) aast ook op de vijf voorwerpen.

## Rolverdeling
| Acteur                | Personage                                      |
| --------------------- | ---------------------------------------------- |
| Tinne Oltmans         | Mila Santiago                                  |
| Juan Gerlo            | Jonas Van Loo                                  |
| Marie Verhulst        | Charlotte (Charlie) Timmermans                 |
| Elindo Avastia        | Jimmy O'Hara                                   |
| Wout Verstappen       | Alex De Coninck                                |
| Door Van Boeckel      | Robrecht Van Thoren, vroegere geluidsman, boef |
| Guido Spek            | Tobias Maervoet, vriendje van Mila             |
| Demi Matenahoru       | Anna Leysen, boevenbende-leidster              |
| Justine De Jonckheere | Lauren De Lillo                                |
| Matthew Michel        | Brandon 'K' Kent                               |
| Agnes De Nul          | Dora Van der Donck                             |
| Hilde Vanhulle        | Victoria "Tori" De Rover                       |

## Productie
Op 20 mei 2016 kondigde Studio 100 en Ketnet in een gezamenlijk persbericht de film aan. Enkele dagen later startte de opnames van de film, die 30 dagen in beslag namen. Op 9 juni werd tijdens de opnames aan de Stadsschouwburg Antwerpen de film officieel voorgesteld aan de Vlaamse en Nederlandse pers.
Op 17 oktober 2016 gaf Studio 100 de officiële trailer van de film vrij. Op 17 december 2016 ging de film in aanwezigheid van de acteurs en de regisseur in première in de Kinepolis van Antwerpen.

## Prijzen
Op het Filmfestival van Oostende won de film de Ensor in de categorie Beste kinder- en jeugdfilm. 